# Měřicí vůz pevných trakčních zařízení
Měřicí vůz pevných trakčních zařízení Správy železnic byl upraven z vozu řady Btmee, je určen k měření parametrů trakčního vedení rychlostí do 160 km/h.

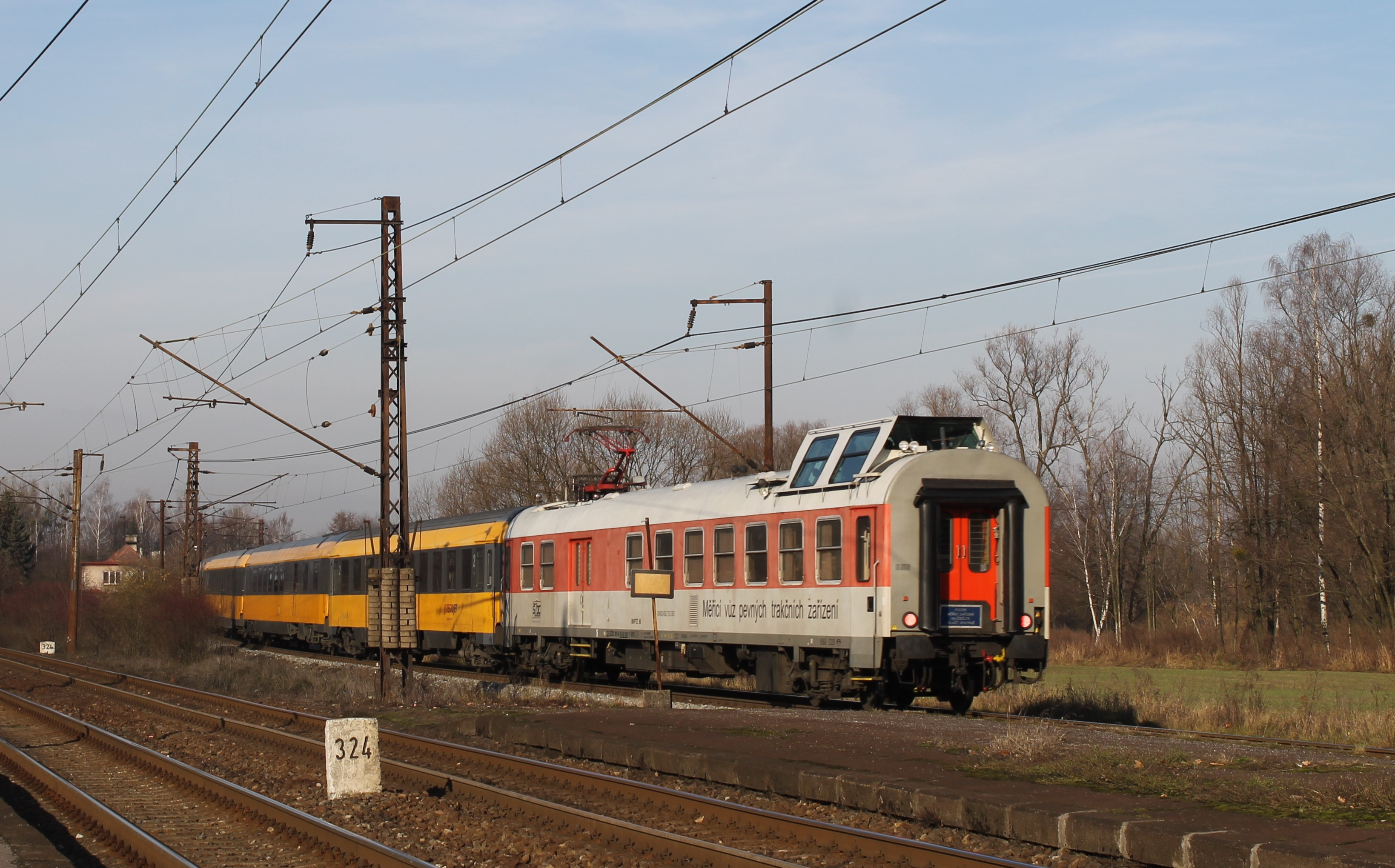
Měřicí vůz pevných trakčních zařízení

Měření probíhá automaticky, veškerá data z jeho průběhu zpracovává počítač. Na měřicím podvozku, který se nachází pod sběračem, jsou umístěny snímače pro měření svislého a vodorovného pohybu vozu, včetně naklopení vozové skříně. Střed měřicího sběrače je spojen se zařízením pro měření výšky trolejového vedení. Součinnost měřicí ližiny sběrače a trolejového drátu je snímána videokamerou. Nad druhým podvozkem je osazena kopule, umožňující výhled na obě strany. V kopuli se nachází panel obsluhy. V přední i zadní části kopule jsou umístěny světlomety pro kontrolu  trakčního vedení v tunelech a v noci. V roce 2001 se uskutečnila jízda měřicím vozem ÖBB pro diagnostiku trakčního vedení rychlostí 200 km/h a to v úseku Břeclav – Vranovice (koleji č. 2).